# Pavel Starý
Pavel Starý (ur. 3 marca 1976) – czeski siatkarz, grający na pozycji środkowego w czeskim klubie Kocouři VAVEX Příbram, z którym spadł do II ligi.